# Hoyleton
Hoyleton és una població dels Estats Units a l'estat d'Illinois. Segons el cens del 2000 tenia 520 habitants.

## Demografia
Segons el cens del 2000, Hoyleton tenia 520 habitants, 186 habitatges, i 130 famílies. La densitat de població era de 267,7 habitants/km².
Dels 186 habitatges en un 32,8% hi vivien nens de menys de 18 anys, en un 59,1% hi vivien parelles casades, en un 5,9% dones solteres, i en un 29,6% no eren unitats familiars. En el 26,9% dels habitatges hi vivien persones soles el 13,4% de les quals corresponia a persones de 65 anys o més que vivien soles. El nombre mitjà de persones vivint en cada habitatge era de 2,47 i el nombre mitjà de persones que vivien en cada família era de 2,99.
Per edats la població es repartia de la següent manera: un 27,9% tenia menys de 18 anys, un 9,2% entre 18 i 24, un 25,4% entre 25 i 44, un 19,8% de 45 a 60 i un 17,7% 65 anys o més.
L'edat mediana era de 34 anys. Per cada 100 dones de 18 o més anys hi havia 89,4 homes.
La renda mediana per habitatge era de 43.250 $ i la renda mediana per família de 50.357 $. Els homes tenien una renda mediana de 35.000 $ mentre que les dones 18.558 $. La renda per capita de la població era de 16.543 $. Aproximadament el 2,5% de les famílies i el 6,5% de la població estaven per davall del llindar de pobresa.

## Poblacions més properes
El següent diagrama mostra les poblacions més properes.